# Bronisław Bohaterewicz

herb Ostoja

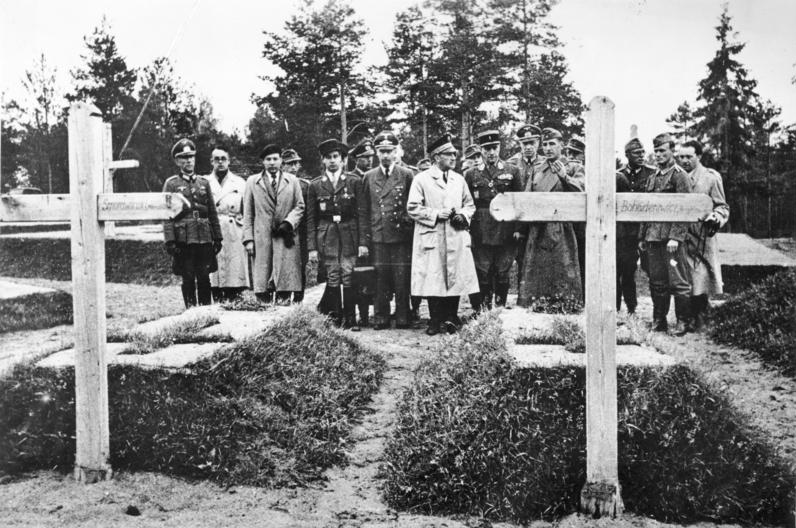
Fernand de Brinon na czele francusko-niemieckiej delegacji (stoi w środku w białym prochowcu) oraz żołnierzy Sturmbrigade SS Frankreich przed grobami polskich generałów Mieczysława Smorawińskiego i Bohaterewicza. Zdjęcie wykonane po ujawnieniu przez Niemców sowieckiej zbrodni na polskich żołnierzach (1943)

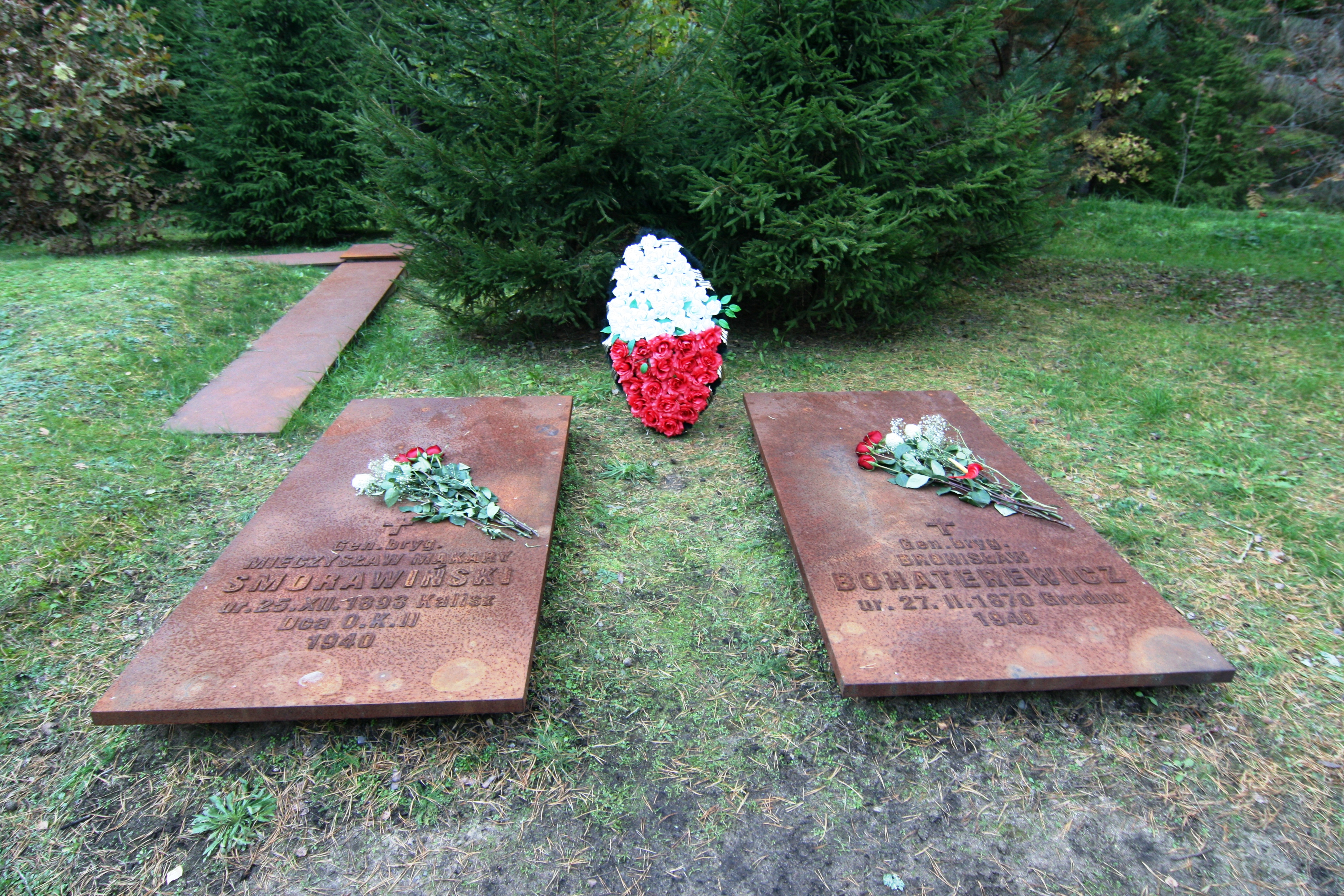
Groby generałów Smorawińskiego i Bohaterewicza w Katyniu (2010)

Bronisław Bohaterewicz (Bohatyrewicz) h. Ostoja, (ur. 27 lutego 1870 w Grandziczach k. Grodna, zm. prawd. 9 kwietnia 1940 w Katyniu) – generał brygady Wojska Polskiego, kawaler Orderu Virtuti Militari, ofiara zbrodni katyńskiej.

## Życiorys
Syn Kazimierza i Marii z Kowalickich, urodzony 27 lutego 1870 w Grandziczach. W 1887 ukończył sześcioklasowe gimnazjum filologiczne w Grodnie. 7 listopada 1889 został wcielony do 103 Pietrozawodskiego Pułku Piechoty w Grodnie i skierowany do Wileńskiej Szkoły Junkrów Piechoty. W 1893, po ukończeniu szkoły, wrócił do macierzystego pułku. W jego szeregach walczył podczas I wojny światowej jako dowódca kompanii i batalionu w stopniu kapitana. W nocy z 6 na 7 listopada 1914, ranny, dostał się do niemieckiej niewoli .
Od września 1918 w Wojsku Polskim w stopniu majora. Był organizatorem i dowódcą oddziału Samoobrony Grodna, który doprowadził do Dywizji Litewsko-Białoruskiej. Następnie dowodził batalionem w Grodzieńskim Pułku Strzelców. Od 23 stycznia do marca 1919 pełnił obowiązki dowódcy tego pułku. 5 czerwca 1919 został formalnie przyjęty do Wojska Polskiego z zatwierdzeniem posiadanego stopnia majora ze starszeństwem z dniem 7 listopada 1918, zaliczeniem do I Rezerwy armii, z jednoczesnym powołaniem do czynnej służby na czas wojny aż do demobilizacji. 6 grudnia 1919 został dowódcą Grodzieńskiego Pułku Strzelców. Na czele pułku walczył na wojnie z bolszewikami. W czasie Bitwy Warszawskiej został ranny. 11 czerwca 1920 został zatwierdzony w stopniu podpułkownika z dniem 1 kwietnia 1920, w piechocie, „w grupie oficerów byłych Korpusów Wschodnich i byłej armii rosyjskiej”. Od 16 października 1920 dowódca Nadniemeńskiej Brygady Piechoty, następnie Brygady Zapasowej Wojsk Litwy Środkowej. Od 1 marca 1921 w zastępstwie czasowo pełnił obowiązki dowódcy 2 i 1 Dywizji Litewsko-Białoruskiej, a następnie pełnił służbę w Naczelnym Dowództwie Wojsk Litwy Środkowej na stanowisku oficera sztabu.
21 stycznia 1922 został członkiem Oficerskiego Trybunału Orzekającego. 3 maja 1922 został zweryfikowany w stopniu pułkownika ze starszeństwem z dniem 1 czerwca 1919 i 51. lokatą w korpusie oficerów piechoty. W tym samym miesiącu został wyznaczony na stanowisko dowódcy piechoty dywizyjnej 20 Dywizji Piechoty w Słonimiu. Z dniem 15 września 1924 został przeniesiony z 78 do 81 pułku piechoty z pozostawieniem na zajmowanym stanowisku służbowym. 1 sierpnia 1925 został przeniesiony do 18 Dywizji Piechoty w Łomży na stanowisko dowódcy piechoty dywizyjnej. 14 października 1926 został zwolniony ze stanowiska i przeniesiony służbowo do Dowództwa Okręgu Korpusu Nr I w Warszawie, do dyspozycji dowódcy okręgu korpusu.
5 lutego 1927 Prezydent RP Ignacy Mościcki mianował go generałem brygady, wyłącznie z prawem do tytułu, z dniem przeniesienia w stan spoczynku - 30 kwietnia 1927. Osiadł w Warszawie. Działacz kombatancki i społeczny.
Został osadnikiem wojskowym w miejscowości Piłsudy (powiat grodzieński). W 1938 został prezesem Związku Byłych Ochotników Armii Polskiej.
Po agresji ZSRR na Polskę 17 września 1939 i okupacji wschodnich ziem Rzeczypospolitej przez Armię Czerwoną, pomimo pozostawania w stanie spoczynku aresztowany przez NKWD i wywieziony do ZSRR. Był przetrzymywany w obozie w Putywlu, skąd został przewieziony do obozu w Kozielsku. Z kilku ocalonych dzienników jeńców Kozielska jednoznacznie wynika, że generałowie Bronisław Bohaterewicz, Mieczysław Smorawiński i Henryk Minkiewicz oraz ok. 120 oficerów wyższych, w tym także Adam Solski, zostali wywiezieni z obozu 7 kwietnia 1940. Istnieje prawdopodobieństwo, iż jego egzekucja mogła nastąpić 9 kwietnia tego roku, jako że generał znajdował się na jednej liście wywózkowej wraz z Adamem Solskim, który prowadził pamiętnik z ostatnim wpisem tego dnia, relacjonującym przewiezienie do lasu i rewizję. W 1943 jego ciało zostało zidentyfikowane w toku ekshumacji prowadzonych przez Niemców (został opisany dosł. jako Bronislaw Bogaterewicz; przy zwłokach znaleziono wówczas dokumenty potwierdzające adres jego zamieszkania w Warszawie, sporządzony przez niego list w Kozielsku, dwie fotografie i gotówkę pieniężną). Na terenach polskich, okupowanych od 1939 przez Niemców, redakcja „Gońca Krakowskiego” 16 kwietnia 1943 poinformowała o ekshumacji ciał polskich żołnierzy w Katyniu i zidentyfikowaniu m.in. zwłok gen. Bohaterewicza. Był jednym z dwóch zidentyfikowanych generałów (obok gen. Mieczysława Smorawińskiego). Obaj generałowie zostali wówczas ponownie pochowani w osobnych trumnach w dołach wraz z podkomendnymi na terenie obecnego Polskiego Cmentarza Wojennego w Katyniu, który został oficjalnie otwarty 28 lipca 2000. W 1995 ekipa archeologów pod przewodnictwem prof. Mariana Głoska podczas badań odnalazła trumny ze zwłokami generałów Bohaterewicza i Smorawińskiego, po czym w październiku tego roku w Katyniu odbył się ich uroczysty pogrzeb.
Był żonaty z Heleną z Pokubiatów, z którą miał dwóch synów: Wiktora (ur. 1904), podporucznika piechoty rezerwy i Kazimierza (1906–1967), podporucznika piechoty rezerwy, inżyniera chemika.

Wiktor Bohatyrewicz 20 września 1939 został internowany na Litwie, 13 lipca 1940 osadzony w Obozie NKWD w Kozielsku (tzw. „Kozielsk II”), 2 lipca 1941 przeniesiony do Obozu NKWD w Griazowcu, a 3 września tego roku, po uwolnieniu, przybył do Tatiszczewa . Później służył w 14 Wileńskim Batalionie Strzelców. W jego szeregach walczył w bitwie o Monte Cassino.
Postanowieniem nr 112-48-07 Prezydenta RP Lecha Kaczyńskiego z 5 października 2007 został awansowany pośmiertnie do stopnia generała dywizji. Awans został ogłoszony 9 listopada 2007 w Warszawie, w trakcie uroczystości „Katyń Pamiętamy – Uczcijmy Pamięć Bohaterów”.

## Upamiętnienie
W ramach akcji „Katyń... pamiętamy” / „Katyń... Ocalić od zapomnienia” Bronisławowi Bohaterewiczowi poświęcono Dąb Pamięci w Myśliborzu.
15 sierpnia 2014, w 94. rocznicę bitwy warszawskiej, na Cmentarzu Poległych w Bitwie Warszawskiej w Ossowie została odsłonięta w Ossowie tablica upamiętniająca ośmiu dowódców polskich oddziałów uczestniczących w walkach, którzy w 1940 zostali ofiarami zbrodni katyńskiej; upamiętnieni zostali gen. dyw. Stanisław Haller, gen. dyw. Henryk Minkiewicz, gen. dyw. Leonard Skierski, gen. bryg. Bronisław Bohaterewicz, gen. bryg. Kazimierz Łukoski, gen. bryg. Mieczysław Smorawiński, płk dypl. Stefan Kossecki, ppłk. Wilhelm Kasprzykiewicz.
Od 18 października 1990 generał jest patronem ulicy na terenie obecnej dzielnicy Praga-Południe w Warszawie.

## Awanse
- podporucznik – 1895
- porucznik – 1899
- kapitan – 1907
- podpułkownik – 1920
- pułkownik – 3 maja 1922 ze starszeństwem z dniem 1 czerwca 1919
- generał brygady (tytularny) – 30 kwietnia 1927
- generał dywizji (pośmiertnie) – 5 października 2007

## Ordery i odznaczenia
- Krzyż Srebrny Orderu Wojskowego Virtuti Militari nr 1956[37][2] – 15 marca 1921[38]
- Krzyż Komandorski Orderu Odrodzenia Polski – 10 listopada 1938[39]
- Krzyż Walecznych czterokrotnie[37][40]
- Złoty Krzyż Zasługi – 15 marca 1939[41]
- Krzyż Zasługi Wojsk Litwy Środkowej – 3 marca 1926[42][40]
- Krzyż Pamiątkowy Monte Cassino nr 16184
- Medal Pamiątkowy za Wojnę 1918–1921[40]
- Medal Dziesięciolecia Odzyskanej Niepodległości[40]
- Order Świętej Anny 2 stopnia z mieczami (Imperium Rosyjskie, 3 maja 1916)[7]
- Order Świętej Anny 3 stopnia – 1912 z mieczami i kokardą (Imperium Rosyjskie, 25 stycznia 1915)[7]